# Talaiot de Son Fred
Son Fred és un talaiot de planta circular al terme municipal de Sencelles, Mallorca.

## Història
Aquest talaiot fou descrit, per primera vegada, per Nadal Gelabert a mitjans de segle xx, el qual fa una petita descripció del monument. Va ser a principis dels anys 80 del segle xx, quan la Fundació Juan March va comprar els terrenys on es trobava el monument i els va donar al municipi, passant a ser de titularitat pública. No és fins a l'any 2005 quan l'associació cultural GADMA impulsa un projecte d'excavació i consolidació que recaurà sobre la figura de l'arqueòleg Javier Aramburu Zabala i Damià Ramis i Bernad.

## Tipologia de l'edifici

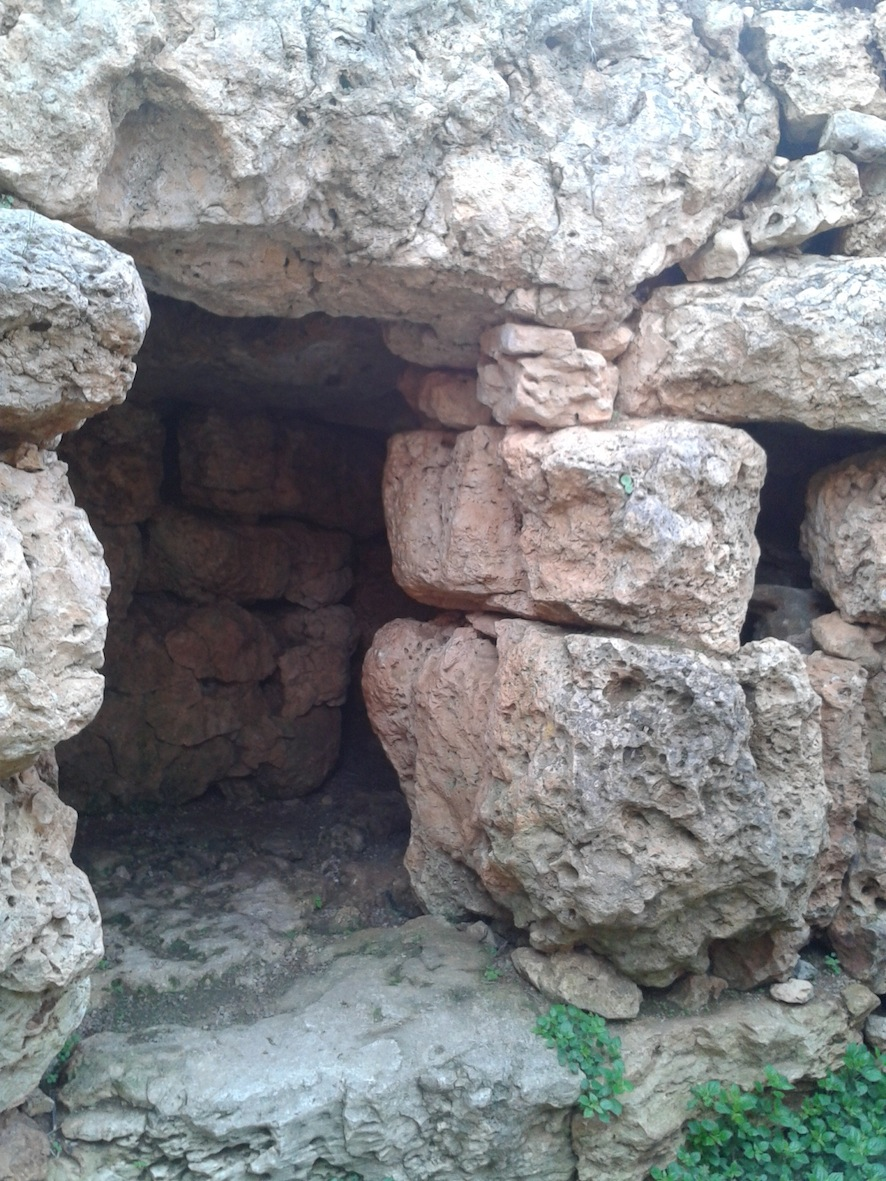
Porta d'accés al talaiot circular de Son fred. Des de l'interior de la cambra.

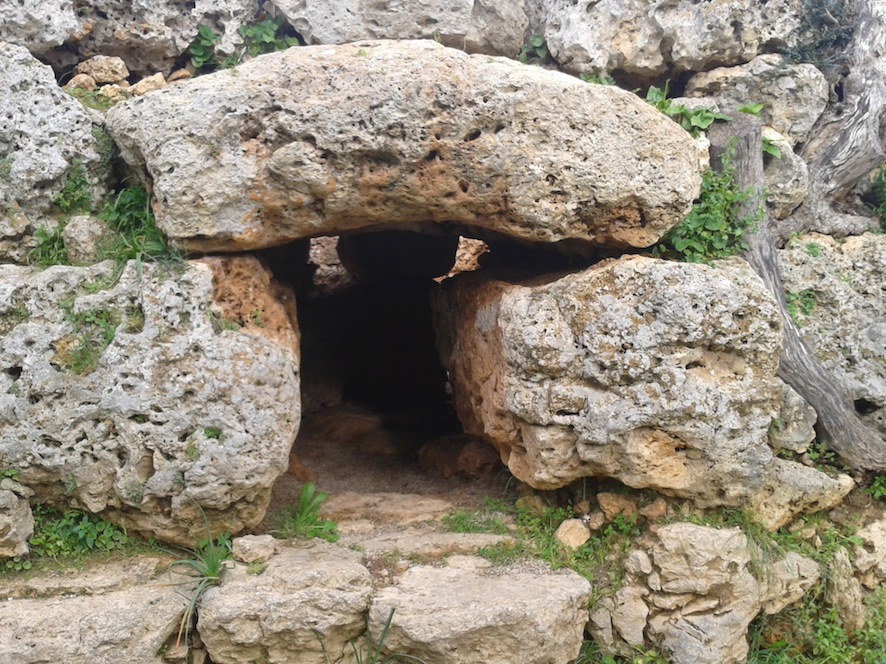
Porta d'accés al Talaiot circular de Son Fred

Un talaiot és un edifici turriforme de caràcter ciclopi, la funció principal del qual és atalaiar. Aquests edificis, apareixen a inicis del primer mil·lenni abans de la nostra era (a.n.e) i es deixen de construir cap a mitjans del mateix mil·lenni. Acostumen a ser edificis circulars, tot i que a finals del període apareixen edificis de tipologia quadrada com el documentat a Hospitalet Vell (Cales de Mallorca, Manacor) o a Cascanar (Sencelles). Tot i que es parla de l'existència de talaiots a Mallorca i Menorca, no tots ells són de la mateixa tipologia. En el cas menorquí no hi ha quadrats i tot i que hi ha talaiots circulars amb cambra interior, els que més abunden són edificis troncocònics que poden arribar a 20 m de diàmetre de base, la majoria dels quals són massissos o tenen un corredor interior que els condueix a la planta superior. Aquests edificis sumen 480 per Mallorca i 274 per Menorca.
En el cas de Son Fred ens trobem davant d'un talaiot circular, amb una cambra central. En ella trobem una columna pol·lilítica de quatre blocs calcaris, que servia per subjectar el sostre o terrat. Pel que fa al diàmetre màxim de l'edifici podem dir que arriba als 13,60 m de base i als 12,40 de diàmetre màxim a la part superior, configurant d'aquesta manera una morfologia troncocònica de la torre. L'altura màxima és d'uns 5 m a l'exterior i uns 3.70 m d'altura conservada al seu interior. Aquesta darrera mesura també fa referència a la columna central, ubicada en mig d'una cambra amb 5, 5 m de diàmetre màxim, on es van documentar dos petits empedrats.
L'accés a la cambra es produeix a través d'un corredor en forma de zig-zag, similars als que trobem a les Talaies de can Jordi (Santanyí), Son Creixell (Sineu) o els talaiots propers a Cascanar. Els murs es van construir amb un doble parament, un d'exterior format per grans blocs de pedres, construïts amb un aparell a trencajunts. L'interior és fet de pedres més petites i de forma poligonal.

## Període històric
Els talaiots apareixen en un moment de canvis, on es deixen de construir navetes, els edificis més emblemàtics del bronze balear. Amb l'aparició dels talaiots podem dir que hi ha un canvi en la concepció del món, per part de les societats que habitaven Mallorca i Menorca al llarg de la primera meitat del darrer mil·lenni adC.
Aquestes societats, es caracteritzen per tenir una economia ramadera, com a principal activitat econòmica, complementada per l'agricultura i la recol·lecció estacional. També es caracteritzen per ser societats autosuficients i de caràcter solidari, com així s'expressa en els resultats de la recerca desenvolupada a Son Fornés.
En el cas concret de Son Fred, i segons les dades de la recerca, es tracta un edifici, que possiblement formés part d'un poblat de majors dimensions. La funció d'aquest, com la de la resta dels excavats a l'illa, seria de caràcter supra-domèstic. En ell s'hi realitzarien diferents tipus d'activitats, en aquest cas relacionades amb el consum o emmagatzematge de cereals, lleguminoses i llentiscle. Ara com ara, any 2014, encara no han estat publicades les dades referents a les restes de fauna animal.
Aquest recinte patí un incendi a mitjans del mil·lenni, després del qual fou abandonat. Segles després fou utilitzat per dipositari un enterrament, a la zona d'accés, i així es mantingué fins que es va excavar a la darreria del segle xx.